# Eric Aiton
Eric John Aiton (* 8. September 1920 in Dunfermline; † 22. Februar 1991 in Oldham) war ein britischer Physik- und Mathematikhistoriker.
Aiton wuchs in Yorkshire auf (wo er auch in der Bergwerksstadt Allerton Bywater begraben liegt). Seine Kindheit war vom Bergarbeiterstreik von 1926 geprägt und er ging erst mit acht Jahren zur Schule. Er studierte mit einem Stipendium an der Universität Manchester Mathematik mit dem Bachelor-Abschluss 1944 und war danach bis 1946 wissenschaftlicher Offizier bei der Royal Aircraft Establishment in Farnborough (Hampshire). Danach war er über zwanzig Jahre Lehrer für Mathematik an höheren Schulen (u. a. an der Bablake School in Coventry 1955). 1975 bis 1985 war er Senior Lecturer in Mathematik am Didsbury College of Education (später Teil des Manchester Polytechnic).
Daneben war er Wissenschaftshistoriker mit einem Master-Abschluss an der Universität London von 1954 (über die Gezeitentheorie im 18. Jahrhundert) und der Promotion 1958 (später veröffentlicht als The vortex theory of planetary motions). 1987 erhielt er für seine Veröffentlichungen einen D.Sc. der Universität London.
Er befasste sich mit Geschichte der Physik, Mechanik, Astronomie und Mathematik von der Zeit von Nikolaus Kopernikus bis Leonhard Euler, darunter mit Johannes Kepler, René Descartes, Gottfried Wilhelm Leibniz und Isaac Newton. Insbesondere befasste er sich mit der Wirbeltheorie von Descartes, die durch Newtons Werk völlig in den Hintergrund gedrängt wurde, aber im 17. Jahrhundert eine bedeutende Rolle spielte, insbesondere bei Leibniz in dessen Himmelsmechanik. Er veröffentlichte 1985 eine Biographie von Leibniz und befasste sich mit Leibniz und dem I Ging und analysierte in den 1960er Jahren und als Kontroversen darum in den 1980er Jahren neu aufkamen Newtons Ableitung der Keplergesetze (Bahnen auf Kegelschnitten) aus der {\displaystyle {\frac {1}{r^{2}}}} Abhängigkeit der Gravitationskraft (Inverses Kepler-Problem). Er veröffentlichte Textausgaben von Georg von Peuerbach (Theoricae novae planetarum, 1987) und Kepler (Mysterium Cosmographicum, Harmonices mundi). Er war an der Ausgabe der restlichen drei Bände der Reihe 2 (Mechanik, Astronomie) der Opera Omnia von Euler beteiligt, Band 31 über Kosmische Physik konnte aber erst 1996 postum veröffentlicht werden.
Ab 1973 war er drei Jahre Präsident der Abteilung Manchester der Mathematical Association. Er war an Anwendungen der Mathematikgeschichte im Unterricht interessiert. Außerdem war er zum Zeitpunkt seines Todes Präsident der British Society for the History of Science. Seit 1986 war er korrespondierendes Mitglied der Académie internationale d’histoire des sciences.
Er hatte Beziehungen nach Japan, wo seine Vorlesungen und seine Leibniz-Biographie in Übersetzung erschienen.

## Schriften
- The vortex theory of planetary motion, London: Macdonald 1972, Nachdruck 1975 (auch The vortex theory of planetary motion, 3 Teile, Annals of Science, Band 13, 1957, S. 249–264, Band 14, 1958, S. 132–147, 157–172)
- Leibniz: A Biography, Bristol: Adam Hilger 1985
  - Deutsche Übersetzung: Gottfried Wilhelm Leibniz, eine Biographie, Insel Verlag 1991

Einige Aufsätze:
- The contribution of Newton, Bernoulli and Euler to the theory of tides, Annals of Science, Band 11, 1955, S. 206–223
- The Cartesian theory of Gravity, Annals of Science, Band 15, 1961, S. 27–49
- The celestial mechanics of Leibniz, Annals of Science, Band 16, 1960, S. 65–82
- The celestial mechanics of Leibniz in the light of Newtonian criticism, Annals of Science, Band 18, 1962, S. 31–41
- The celestial mechanics of Leibniz: a new interpretation, Annals of Science, Band 20, 1965, S. 111–123
- The inverse problem of central forces, Annals of Science, Band 18, 1964, S. 81–99
- Galilei and the theory of tides, Isis, Band 56, 1965, S. 56–61
- Kepler´s second law of planetary motion, Isis, Band 60, 1969, S. 75–90
- Ioannes Marcus Marci (1595–1667), Annals of Science, Band 26, 1970, S. 153–164
- Leibniz on motion in a resisting medium, Archive for history of exact sciences, Band 9, 1972, S. 257–274
- Infinitesimals and the area law, Internat. Kepler-Symposium, Weil der Stadt 1971, Hildesheim 1973, S. 285–305
- How Kepler discovered the elliptical orbit, Math. Gazette, Band 59, 1975, S. 250–260
- Johannes Kepler in the light of recent research, History of Science, Band 14, 1976, S. 77–100
- Johannes Kepler and the Mysterium Cosmographicum, Sudhoffs Archiv, Band 61, 1977, S. 173–194
- Kepler's path to the construction and rejection of his first oval orbit of Mars, Annals of Science, Band 35, 1978, S. 173–190
- Celestial spheres and circles, Hist.Sci., Band 19, 1981, S. 75–114
- The contributions of Isaac Newton, Johann Bernoulli and Jakob Hermann to the inverse problem of central forces, Studia Leibnitiana, Sonderheft 17, 1989, S. 48–58
- The solution of the inverse problem of central forces in Newton`s Principia, Archives internationales d’histoire des sciences, Band 38, 1988, S. 272–276
- The Cartesian Vortex Theory, in: R. Taton, C. Wilson, General History of Astronomy, Band 21, Cambridge UP 1989, S. 207–221

Herausgeber:
- Kepler, Mysterium Cosmographicum (= The secret of the universe), New York: Abaris Books 1981 (Text in Latein und Englisch, mit Alistair M. Duncan als Übersetzer, Kommentar von Aiton, Vorwort I. Bernard Cohen)
- Euler, Commentationes mechanicae et astronomicae ad physicam cosmicam pertinentes, Opera Omnia, Reihe 2, Band 31, Birkhäuser 1996
- Kepler, Harmonice Mundi, Transactions of the American Philosophical Society, 1997 (mit A. M. Duncan, J. V. Field, Übersetzung und Kommentar)
- Peurbach's Theoricae novae planetarum, a translation with commentary, Osiris, Band 3, 1987, S. 5–44